# Poiana leightoni
Poiana leightoni är en rovdjursart som beskrevs av Pocock 1908. Poiana leightoni ingår i släktet Afrikanska linsanger och familjen viverrider. IUCN kategoriserar arten globalt som otillräckligt studerad. Inga underarter finns listade.
Detta rovdjur förekommer i västra Afrika i Liberia och Elfenbenskusten. Arten vistas i tropiska regnskogar och klättrar där i växtligheten.
Individerna blir 30 till 33 cm långa (huvud och bål) och har en 35 till 40 cm lång svans. De väger 500 till 700 g. Pälsen har en ljusbrun till gulbrun grundfärg och vissa individer har en rödaktig skugga liksom den andra arten i samma släkte. På denna grundfärg finns manga svarta, lite långsträckta fläckar. Nära ryggens topp bildar fläckarna ibland linjer. På strupen, bröstet och buken är pälsen vit. En mer eller mindre sammanhängande svart linje finns på ryggens topp. Svansen kännetecknas av 10 till 12 mörka och ljusa ringar. De mörka ringarna är bredare på ovansidan.
Överkäken har på varje sida 3 framtänder, 1 hörntand, 4 premolarer och 1 molarer, i underkäken finns ytterligare en molar per sida.
Individerna bygger bon av olika växtdelar och placerar de i träd. Boet används flera dagar av en mindre flock. Tidigare antogs att Poiana leightoni använder övergivna bon av ekorrar men enligt den lokala befolkningen är det precis tvärtom. Arten jagar olika smådjur som insekter, fåglar, gnagare och troligen ödlor. Dessutom äter den några nötter.